# Skrin

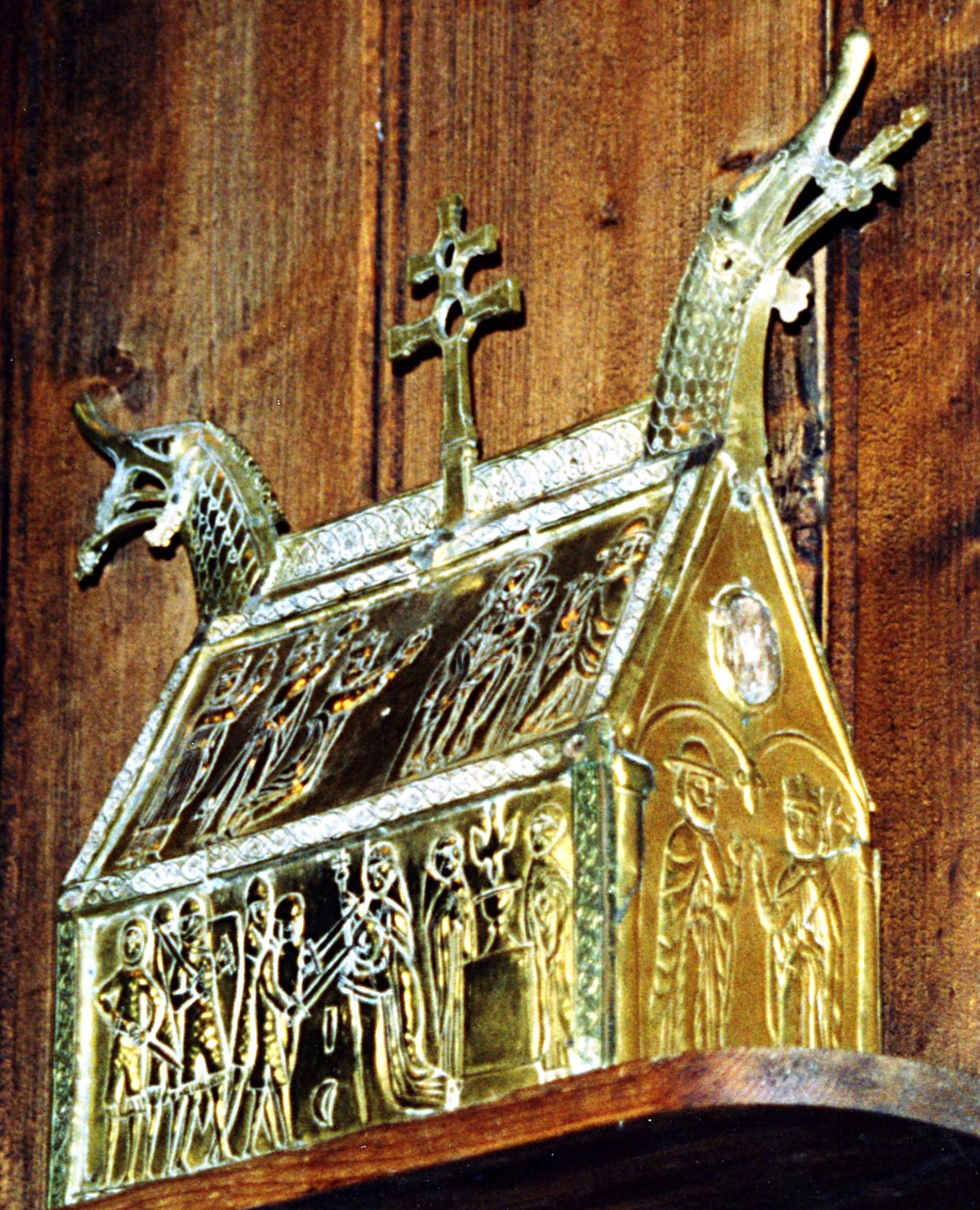
Relikskrin i Hedalens stavkyrka, Norge.

Ett skrin är en liten kistliknande förvaringsmöbel, välgjord och vanligen med lock på gångjärn samt ofta låsbar. En liknande låda med löst lock kallas oftast för ask. Ordet skrin förekommer i flera sammansättningar som undrstryker att det som förvaras i skrinet är något värdefullt, till exempel smyckeskrin, kassaskrin och relikskrin, men det finns också vardagligare skrin, som brödskrin och rakskrin.